# مايك سوليفان
مايك سوليفان (بالإنجليزية: Mike Sullivan) (14 نوفمبر 1963 - ) هو لاعب كرة يد أمريكي. شارك في الألعاب الأولمبية الصيفية 1988.

## وصلات خارجية
- مايك سوليفان على موقع أوليمبيديا (الإنجليزية)